# Békamba
Békamba  è un comune del Ciad situato nel dipartimento di Mandoul Occidentale, provincia di Mandoul.